# Sergiusz (Popkow)
Sergiusz (imię świeckie Siergiej Aleksandrowicz Popkow, ur. 17 maja 1974 w Niżnym Tagile) – duchowny Rosyjskiej Cerkwi Staroprawosławnej, od 2005 biskup syberyjski. 

## Życiorys
4 grudnia 1994 został wyświęcony na diakona, a 19 grudnia przyjął święcenia kapłańskie. Chirotonię biskupią otrzymał 27 lutego 2005. 25 grudnia 2015 został podniesiony do godności metropolity.